# 武田均
武田 均（たけだ ひとし、1949年12月17日 - ）は、日本の実業家。日本興業社長、会長。

## 来歴
岡山県出身。1974年駒澤大学法学部卒業。 積水樹脂入社。
2003年常務執行役員、2008年専務取締役、2011年積水樹脂商事社長を経て、2012年日本興業社長に就任。2014年会長。

## 略歴
- 1974年3月  積水樹脂入社
- 2003年6月  積水樹脂 常務執行役員
- 2004年6月  同社 取締役
- 2007年6月  同社 常務取締役
- 2008年6月  同社 専務取締役
- 2011年     積水樹脂商事 代表取締役社長
- 2012年4月  日本興業 顧問
- 同年 6月  同社 代表取締役社長に就任
- 2014年 6月  同社 取締役会長
- 同年10月  積水樹脂アセットマネジメント 代表取締役社長
- 2015年 4月  積水樹脂商事　代表取締役社長[2]